# Jeff Kaplan
Jeffrey Kaplan (Nova Jersey, 4 de novembre de 1972) és un dissenyador de videojocs estatunidenc i vicepresident de Blizzard Entertainment. És el director d'Overwatch i va ser un dels responsables de dissenyar World of Warcraft.

## Biografia
Jeff Kaplan va néixer el 4 de novembre de 1972 a Nova Jersey, però es va criar a La Cañada Flintridge, Califòrnia. Es va graduar a la Universitat del Sur de Califòrnia. Actualment viu als Los Angeles, Califòrnia. Es va casar i no han tingut cap fill.
És el vicepresident de Blizzard Entertainment" Jeff Kaplan" és el líder. Kaplan supervisa un esquadró de jugadors d'operacions de desenvolupament de jocs amb els paràmetres de missió: dissenyar un shooter multijugador basat en equips. Aproximadament a l'any cobra uns 20 milions de dòlars bruts.

## Carrera professional
Des de ben petit ja era un fervent fan en el món dels videojocs, particularment pels diversos jocs de aventura de Infocom. Però la seva manca en les habilitats de programar, el tirava enrere, pensava que mai seria capaç de tenir una carrera en la indústria dels videojocs.
Per altre lloc, Kaplan va decidir desenvolupar la seva altre passió, la poesia i els relats, on es va gradua en escriptura creativa en la Universitat del Sur de California.
Després d'un temps, Kaplan va estar treballant com a escriptor intern de Universal Pictures. Seguidament es va treure un postgrau d'escriptura creativa de la Universitat de Nova York.
Posteriorment d'uns quants anys de fracàs total, en publicar les seves històries, va decidir canviar d'aires. L'any 2000, va concloure, deixar la escriptura creativa per passar el seu temps jugant a videojocs i jugar amb editors com per exemple: el Duke Nukem 3D i Half-Life.
Al cap de 3 anys de jugar 272 dies a videojoc (Everquest), ja era un expert dintre del món del rol en línia, ja sigui per les aportacions en els foros, com per la seva activitat.
Per altra banda, Kaplan va tenir la sort de tenir al clan d'Everquest a Rob Pardo, en aquell temps era Lead Designer de Blizzard. Pardo, un temps després va recomanar a Kaplan, que s'inscrigués en una oferta de treball de Blizzard (de diseñador de títols), on en aquell temps estava desenvolupant una cosa ques s'anomenava World of Warcraft.
El 2002 va entrar en el equip de Blizzard, ajudant en els últims passos de World of Warcraft III. La seva capacitat de crear personatges, era increïble i en aquell moment, va ajudar molt a un dels millors MOO’s de la història. Després de molt de temps, es va convertir en el director de World of Warcraft. Fins que el 2009, va decidir treballar amb Titan.
Titan, volia ser un projecte de MMO, de la compañía Blizzard. Pretenia ser una bomba. Encara que no volien que fos el successor de World or Warcraft. Esperavan molt d'aquest videojoc. Era un repte massa gran per aquesta companyia, per molt que tenien els millors dissenyadors. Però malgrat el talent que tenien, va ser un desastre tan gran, que al 2014 van decidir cancel·lar-la definitivament. 
Finalment, Jeffrey Kaplan després d'un temps (on estaven desenvolupant la història, els personatges, la mecànica…) va crear, el que avui en dia és Overwatch. És un shooter d'herois, en equips, en primera persona. Es basa en el fet que cada un dels personatges té un rol i unes habilitats, la nostra elecció determinarà el rol en la partida. Hi ha molta diversitat per elegir entre els personatges, ja que hi ha més d'una vintena. Aquest títol el van fer públic el 24 de març de 2016, per totes les plataformes actuals (PlayStation, Xbox One, Microsoft Windows i Nintendo Switch).

## Gameografía
| Any  | Títol                                     | Paper                                        | Descripció |
| ---- | ----------------------------------------- | -------------------------------------------- | --- |
| 2002 | Warcraft III: Reign of Chaos              | Dissenyador                                  | És un videojoc d'estratègia de Blizzard Entertainment. Continua la història del món èpic medieval. Bàsicament consisteix en administrar recursos, per així poder produir unitats militars i desenvolupar un exèrcit, per així intentar destruir els seus edificis i treballadors. |
| 2004 | World of Warcraft                         | Dissenyador del joc                          | World of Warcraft, també anomenat WOW, és el videojoc de rol en línia. Està basat en el món de ficció. Segueix la història de Warcraft. |
| 2007 | World of Warcraft: The Burning Crusade    | Dissenyador encargat                         | World of Warcraft: The Burning Crusade, segueix la mitologia de Warcraft, l'únic que aquest, és el primer videojoc a expandir-se al món MMORPG (videojocs de rol multijugador massius en línia).                                                                                  |
| 2008 | World of Warcraft: Wrath of the Lich King | Director del videojoc                        | És la segona expansió de WOW. |
| 2013 | Titan                                     | Director del videojoc                        | Titan, era un projecte en el món online, amb elements com el rol. Anava a ser el substitut de "World of Warcraft", però després d'uns anys, Titan va ser cancel·lada. |
| 2016 | Overwatch                                 | Director del videojoc, dissenyador principal | Overwatch és un videojoc de trets en primera persona desenvolupat per la companyia Blizzard Entertainment. En una partida d'Overwatch hi ha dos equips de 6 persones. Cada jugador ha d'escollir un dels personatges amb habilitats i moviments únics.                            |